# Andre Cisco
Andre Cisco (* 23. März 2000 in Queens, New York) ist ein US-amerikanischer American-Football-Spieler auf der Position des Safety. Aktuell spielt er für die New York Jets in der National Football League (NFL). Zuvor stand Cisco vier Jahre lang bei den Jacksonville Jaguars unter Vertrag.

## Frühe Jahre
Cisco wurde im New Yorker Stadtteil Queens geboren. Bereits in jungen Jahren wollte Cisco Footballprofi werden, nachdem er mit seiner Mutter das MetLife Stadium besucht hatte. Daher begann er für die Valley Stream Green Hornets, ein Footballteam für Kinder aus Valley Stream, New York zu spielen. Vor der Highschool wurde er zumeist als Quarterback und Runningback eingesetzt. Er besuchte schließlich St. Anthony’s High School in South Huntington, New York, eine private Highschool auf Long Island. Dort wurde er von Trainer Rich Reichert als Spieler der Defense, zumeist als Cornerback, eingesetzt. Im Sommer zwischen seinem zweiten und dritten Highschooljahr nahm er an einem Sommercamp der IMG Academy aus Bradenton, Florida teil. Dort konnte er die Trainer auf Anhieb überzeugen, sodass er für seine letzten beiden Jahre an die IMG Academy wechselte. Dort war er in seinem ersten Jahr zumeist Backup für Grant Delpit, konnte jedoch in seinem zweiten und letzten Jahr Stammspieler werden und dabei 15 Tackles sowie eine Interception verzeichnen.
Nach seinem Highschoolabschluss erhielt Cisco allerdings nur wenige Stipendienangebote. So entschied er sich, ein Angebot der Syracuse University aus Syracuse, New York anzunehmen, um für die dortige Footballmannschaft zu spielen. In der Mannschaft wurde er auf Anhieb Stammspieler. Besonders in seinem Freshman-Jahr konnte er überzeugen, so verzeichnete er in 13 Einsätzen 60 Tackles und sieben Interceptions. Daraufhin wurde er zum ACC Defensive Rookie of the Year sowie ins First-Team All-ACC und ins Freshman All-American-Team gewählt. In seinem Junior-Jahr verletzte er sich jedoch nach zwei Spielen und verpasste die restliche Saison. So kam Cisco auf insgesamt 24 Einsätze in den drei Jahren an der Syracuse University und konnte dabei 136 Tackles, 13 Interceptions und einen Touchdown verzeichnen. Auch mit seiner Mannschaft war er erfolgreich, so konnten sie 2018 den Campaign World Bowl gewinnen. Trotz seiner Verletzung entschied er sich nach seinem Junior-Jahr, auf sein letztes College-Jahr zu verzichten und am NFL-Draft teilzunehmen.

## NFL
Beim NFL-Draft 2021 wurde Cisco in der 3. Runde an 65. Stelle von den Jacksonville Jaguars ausgewählt. Sein Debüt gab er direkt am 1. Spieltag der Saison 2021 bei der 21:37-Niederlage gegen die Houston Texans und konnte dabei ein Tackle verzeichnen. Insgesamt kam Cisco in der ersten Saisonhälfte nur als Rotationsspieler und in den Special Teams zum Einsatz. Am 16. Spieltag stand er bei der 21:26-Niederlage gegen die New York Jets zum ersten Mal in der Startformation seiner Mannschaft und erzielte fünf Tackles. Bei der 10:50-Niederlage gegen die New England Patriots eine Woche später konnte er sogar sechs Tackles verzeichnen, seinen Saisonbestwert. Insgesamt kam Cisco in seiner Rookie-Saison in allen 17 Spielen zum Einsatz, davon dreimal als Starter, und konnte dabei 26 Tackles verzeichnen.
In der Saison 2022 entwickelte sich Cisco unter dem neuen Head Coach Doug Pederson zum festen Stammspieler in der Defense seiner Mannschaft. Am 2. Spieltag konnte er beim 24:0-Sieg gegen die Indianapolis Colts seine erste Interception in der NFL von Quarterback Matt Ryan fangen. Am 4. Spieltag gelang ihm bei der 21:29-Niederlage gegen die Philadelphia Eagles erneut eine Interception, diesmal von Jalen Hurts, und diese konnte er direkt in die gegnerische Endzone zu seinem ersten Touchdown tragen. Am 6. Spieltag konnte er bei der 27:34-Niederlage gegen die Indianapolis Colts insgesamt neun Tackles verzeichnen. Bei der 17:27-Niederlage gegen die Kansas City Chiefs am 10. Spieltag gelang ihm die dritte Interception der Saison, diesmal von Patrick Mahomes. In der Folge verpasste Cisco zwei Spiele verletzungsbedingt, kehrte daraufhin wieder in die Startformation seiner Mannschaft zurück. Am 16. Spieltag konnte er so beim 19:3-Sieg gegen die New York Jets seinen ersten Sack in der NFL an Quarterback Zach Wilson verzeichnen. Er beendete die Saison mit insgesamt drei Interceptions, wodurch er gemeinsam mit Rayshawn Jenkins, Tyson Campbell und Devin Lloyd der erfolgreichste Spieler der Jaguars in dieser Kategorie war. Da die Jaguars in der Saison neun Spiele gewannen und nur acht verloren, konnten sie die AFC South gewinnen und sich somit für die Playoffs qualifizieren. So gab Cisco sein Postseason-Debüt beim 31:30-Sieg gegen die Los Angeles Chargers in der Wildcard-Runde, bei dem er insgesamt vier Tackles verzeichnete. Beim folgenden Spiel gegen die Kansas City Chiefs in der Divisional-Runde konnte er ebenfalls vier Tackles erreichen, sein Team unterlag den Chiefs jedoch mit 20:27 und schied somit aus den Playoffs aus.
Auch in der Saison 2023 war Cisco Stammspieler als Safety in der Defense der Jaguars. Direkt am 1. Spieltag konnte er beim 31:21-Sieg gegen die Indianapolis Colts insgesamt 10 Tackles verzeichnen, wodurch er einen neuen Karrierebestwert aufstellte. Außerdem konnte er einen Fumble von Deon Jackson erzwingen. Bei der 9:17-Niederlage gegen die Kansas City Chiefs in der folgenden Woche gelang ihm seine erste Interception der Saison. Daneben konnte er beim 34:14-Sieg gegen die Tennessee Titans am 11. Spieltag einen halben Sack an Quarterback Will Levis verzeichnen. Cisco beendete die Saison mit insgesamt vier Interceptions und konnte somit seinen Wert der Vorsaison noch einmal verbessern. Gemeinsam mit Darious Williams erreichte er die meisten Interceptions der Jaguars in dieser Saison.
Im März 2025 unterschrieb Cisco einen Einjahresvertrag im Wert von 10 Millionen US-Dollar bei den New York Jets.

## Karrierestatistiken

### Regular Season
| Saison                             | Team             | Spiele | Spiele  | Tackles | Tackles | Tackles | Tackles | Interceptions | Interceptions | Interceptions | Interceptions | Interceptions | Interceptions | Fumbles | Fumbles | Fumbles | Fumbles |
| Saison                             | Team             | Gesamt | Starter | Gesamt  | Solo    | Assist  | Sack    | PD            | Int           | Yards         | Avg           | Lang          | TD            | FF      | FR      | Yards   | TD      |
| ---------------------------------- | ---------------- | ------ | ------- | ------- | ------- | ------- | ------- | ------------- | ------------- | ------------- | ------------- | ------------- | ------------- | ------- | ------- | ------- | ------- |
| 2021                               | Jaguars          | 17     | 3       | 26      | 19      | 7       | 0,0     | 2             | 0             | 0             | 0,0           | 0             | 0             | 2       | 0       | 0       | 0       |
| 2022                               | Jaguars          | 15     | 15      | 73      | 49      | 24      | 1,0     | 10            | 3             | 68            | 22,7          | 59            | 1             | 0       | 0       | 0       | 0       |
| 2023                               | Jaguars          | 15     | 15      | 62      | 42      | 20      | 0,5     | 5             | 4             | 68            | 17,0          | 29            | 0             | 1       | 0       | 0       | 0       |
| 2024                               | Jaguars          | 16     | 14      | 68      | 44      | 24      | 0,0     | 7             | 1             | 22            | 22,0          | 22            | 0             | 0       | 0       | 0       | 0       |
| Gesamte Karriere                   | Gesamte Karriere | 63     | 47      | 229     | 154     | 75      | 1,5     | 24            | 8             | 158           | 19,8          | 59            | 1             | 3       | 0       | 0       | 0       |
| Quelle: pro-football-reference.com |                  |        |         |         |         |         |         |               |               |               |               |               |               |         |         |         |         |

### Postseason
| Saison                             | Team             | Spiele | Spiele  | Tackles | Tackles | Tackles | Tackles | Interceptions | Interceptions | Interceptions | Interceptions | Interceptions | Interceptions | Fumbles | Fumbles | Fumbles | Fumbles |
| Saison                             | Team             | Gesamt | Starter | Gesamt  | Solo    | Assist  | Sack    | PD            | Int           | Yards         | Avg           | Lang          | TD            | FF      | FR      | Yards   | TD      |
| ---------------------------------- | ---------------- | ------ | ------- | ------- | ------- | ------- | ------- | ------------- | ------------- | ------------- | ------------- | ------------- | ------------- | ------- | ------- | ------- | ------- |
| 2022                               | Jaguars          | 2      | 2       | 8       | 7       | 1       | 0,0     | 1             | 0             | 0             | 0,0           | 0             | 0             | 0       | 0       | 0       | 0       |
| Gesamte Karriere                   | Gesamte Karriere | 2      | 2       | 8       | 7       | 1       | 0,0     | 1             | 0             | 0             | 0,0           | 0             | 0             | 0       | 0       | 0       | 0       |
| Quelle: pro-football-reference.com |                  |        |         |         |         |         |         |               |               |               |               |               |               |         |         |         |         |